# Chick-fil-A
Chick-fil-A (/ˌtʃɪkfɪˈleɪ/, pronunciat txicfiléi, un joc de paraules amb la paraula anglesa filet, i on la A representa la màxima qualitat) és una cadena nord-americana de menjar ràpid fundada per Truett Cathy (1921-2014) el 1946, qui va obrir el seu primer restaurant a Hapeville, Geòrgia. Al 2023 té més de 2.400 restaurants als Estats Units. La base del seu èxit és un entepà de filet de pit de pollastre arrebossat.
És també coneguda per la decisió encara mantinguda ara del fundador, un devot baptista, de tancar els diumenges per tal que tots els empleats poguessin tenir un dia lliure “reservat per descansar i anar a missa si així ho volen”. L'empresa, amb seu a Atlanta, s'expandeix a base de franquícies.